# نشانگان گودپاسچر

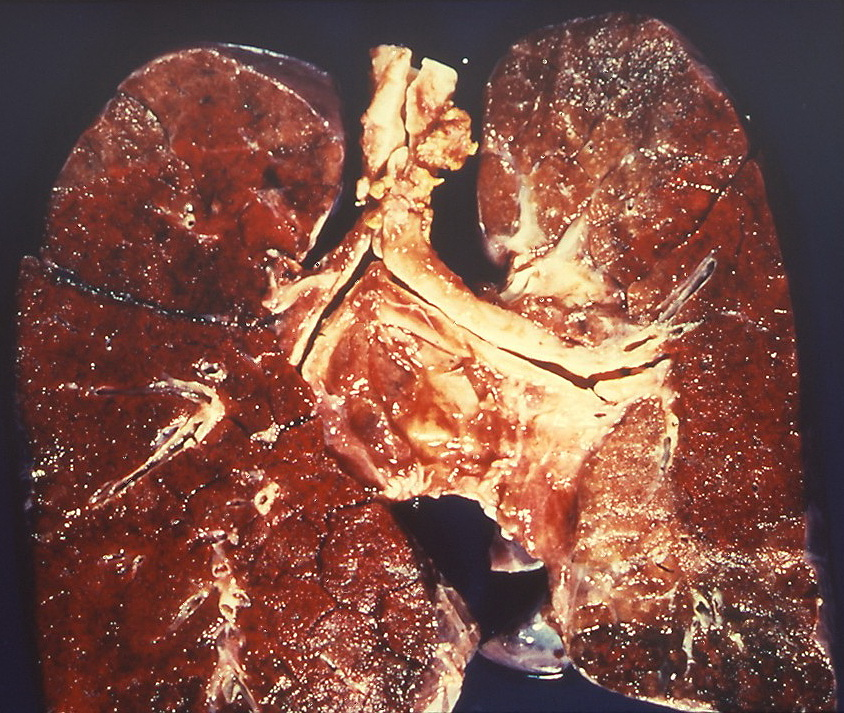
خونریزی ناشی از سندرم گودپاسچر

نشانگان گودپاسچر (نام علمی: Goodpasture syndrome) یک بیماری خودایمنی نادر است که در آن پادتن‌هایی علیه بخش غیر کلاژنی کلاژن تیپ iv موجود در  غشای پایه ریه و کلیه تولید می‌شود.

## بیماریزایی
در این بیماری سیستم ایمنی بدن قسمتی از کلاژن تیپ IV غشای پایه را پادگن تلقی کرده علیه آن پادتن می‌سازد. چون غشای پایه در ریه و کلیه وجود دارد تظاهرات این بیماری ریوی (سرفه با خلط خونی، تنگی نفس و درد قفسه سینه) و کلیوی (نشانگان نفریتیک مانند هماچوری، پروتئینوری، هایپرتانسیون و اورمی و اِدم) هستند. درمان بیماری مهار سیستم ایمنی با کورتیکواستروئید و داروهای سرکوبگر سیستم ایمنی مانند سیکلوفسفامید و پلاسمافرزیس است. در صورت عدم درمان بیماری سریعاً پیشرفت نموده کشنده است.